# Chrysopa sarta
Chrysopa sarta är en insektsart som beskrevs av Banks 1914. Chrysopa sarta ingår i släktet Chrysopa och familjen guldögonsländor. Inga underarter finns listade i Catalogue of Life.